# Wilhelmus Luxemburg

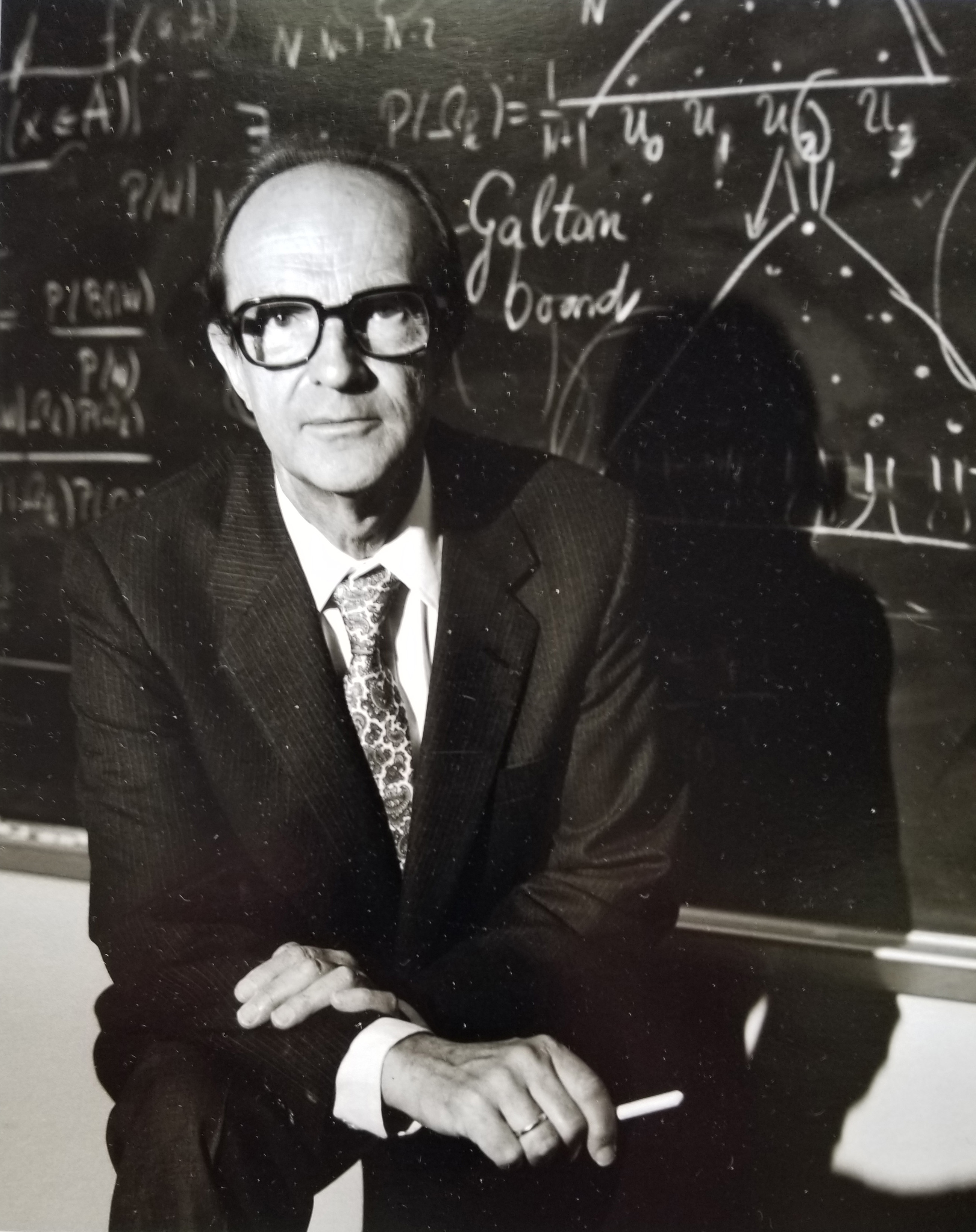

Wilhelmus Anthonius Josephus „Wim“ Luxemburg (* 11. April 1929 in Delft; † 2. Oktober 2018) war ein niederländischer Mathematiker, der sich mit Funktionalanalysis befasste. Er war Professor am Caltech.
Luxemburg studierte an der Universität Leiden mit dem Diplom 1950 und wurde 1955 an der Technischen Universität Delft bei Adriaan Cornelis Zaanen promoviert (Banach Function Spaces). Als Post-Doktorand war er an der kanadischen Queen’s University und ab 1956 Assistant Professor an der University of Toronto. 1958 wurde er Assistant Professor, 1960 Associate Professor und 1962 Professor am Caltech. 2000 wurde er emeritiert.
Er schrieb mit seinem Lehrer Zaanen eine Monographie über Riesz-Räume, befasste sich mit Theorie der Banachräume und lokal konvexen Räumen, Maß- und Integrationstheorie und in den 1960er Jahren mit Nichtstandard-Analysis (Einführung Hyperreeller Zahlen mit Ultrapotenzen 1962).
Er war Fellow der American Mathematical Society und ab 1974 korrespondierendes Mitglied der Königlich Niederländischen Akademie der Wissenschaften (KNAW).

## Schriften
- mit Adriaan Zaanen: Riesz Spaces, 2 Bände, North Holland 1971, 1983
- mit A. Robinson: Contributions to non-Standard Analysis, North Holland 1972
- mit K. D. Stroyan: Introduction to the theory of infinitesimals, Academic Press 1976
- A general theory of monads, in: Applications of Model Theory to Algebra, Analysis, and Probability (International Symposium, Pasadena, California, 1967). Holt, Rinehart and Winston 1969, S. 18–86